# Hichem Nekkache
Hichem Nekkache, né le 7 mars 1991 à Alger, est un joueur de football algérien. Il évolue au poste d'attaquant au  CS Sfaxien

## Biographie
Lors de la saison 2015-2016, il inscrit huit buts en première division algérienne avec le CR Belouizdad. Le 23 avril 2016, il est l'auteur d'un doublé sur la pelouse de l'ASM Oran (victoire 1-3).

## Statistiques
| Saison                | Club                  | Championnat           | Championnat | Championnat | Coupe(s) nationale(s) | Coupe(s) nationale(s) | Compétition(s) continentale(s) | Compétition(s) continentale(s) | Compétition(s) continentale(s) | Total | Total |
| Saison                | Club                  | Division              | M.          | B.          | M.                    | B.                    | Comp.                          | M.                             | B.                             | M.    | B.    |
| 2014-2015             | MC Oran               | 1                     | 25          | 4           | 3                     | 2                     | -                              | -                              | -                              | 28    | 6     |
| 2015-2016             | CR Belouizdad         | 1                     | 29          | 8           | 2                     | 0                     | -                              | -                              | -                              | 31    | 8     |
| 2016-2017             | MC Alger              | 1                     | 23          | 7           | 4                     | 0                     | C3                             | 10                             | 4                              | 37    | 11    |
| 2017-2018             | MC Alger              | 1                     | 28          | 4           | 4                     | 3                     | C3+C1                          | 2+6                            | 1+6                            | 40    | 14    |
| 2018-2019             | MC Alger              | 1                     | 21          | 6           | 1                     | 0                     | C1+UAFA                        | 3+6                            | 0+0                            | 31    | 6     |
| 2019-2020             | MC Alger              | 1                     | 16          | 2           | 1                     | 0                     | UAFA                           | 6                              | 1                              | 23    | 3     |
| 2020-2021             | MC Oran               | 1                     | 31          | 7           | 0                     | 0                     | -                              | -                              | -                              | 31    | 7     |
| Total sur la carrière | Total sur la carrière | Total sur la carrière | 128         | 31          | 16                    | 5                     | -                              | 28                             | 12                             | 172   | 48    |

## Palmarès
- Finaliste de la Supercoupe de Tunisie en 2021